# Niechmirów
Niechmirów is een plaats in het Poolse district  Sieradzki, woiwodschap Łódź. De plaats maakt deel uit van de gemeente Burzenin en telt 361 inwoners.